# Женская сборная Кубы по волейболу
Женская национальная сборная Кубы по волейболу (исп. Selección femenina de voleibol de Cuba) — представляет Кубу на международных волейбольных соревнования. На протяжении последних 40 лет являлась одной из сильнейших женских национальных волейбольных сборных мира. 3-кратный Олимпийский чемпион, 3-кратный чемпион мира, 4-кратный обладатель Кубка мира, двукратный победитель Гран-при, 13-кратный чемпион NORCECA, 8-кратный победитель Панамериканских игр. Управляющей организацией выступает Кубинская федерация волейбола (Federacion Cubana de voleibol — FCVB).

## История
Волейбол на Кубе появился в 1905 году благодаря солдатам и офицерам армии США, познакомившим местных жителей с новой игрой. В 1930 на Кубе были проведены II Игры Центральной Америки и Карибского бассейна, в программу которых был включён волейбол. В 1955 была образована Кубинская федерация волейбола, в том же году вступившая в ФИВБ. Наибольшее развитие волейбол в стране получил после победы Кубинской революции 1959 года. Этому немало способствовали специалисты из СССР и других социалистических стран.
Дебют женской национальной волейбольной сборной Кубы в официальных международных соревнованиях состоялся в августе 1962 года, когда она приняла участие в IX Центральноамериканских и Карибских играх, прошедших в столице Ямайки Кингстоне. В первом своём матче, состоявшемся 13 августа, кубинские волейболистки уступили сборной Доминиканской Республики со счётом 0:3. На этом же турнире кубинки также проиграли Мексике и Пуэрто-Рико и выиграли у Венесуэлы, заняв в итоге 4-е место.
В 1968 главным тренером женской сборной Кубы был назначен прежний наставник мужской национальной команды Эухенио Хорхе Лафита. На этом посту он оставался вплоть до 1996 года. Под его руководством кубинские волейболистки выиграли «серебро» на первом чемпионате Северной, Центральной Америки и Карибского бассейна (NORCECA) 1969, в 1970 дебютировали на чемпионате мира, а в 1972 — на Олимпиаде. С 1973 кубинки прочно завоевали лидирующие позиции в своём североамериканском регионе, а в 1977 выиграли первые медали на мировом уровне, заняв 2-е место в розыгрыше Кубка мира.
В 1978 на проходившем в СССР чемпионате мира руководимая Эухенио Хорхе Лафитой сборная Кубы стремительно ворвалась в мировую элиту, одержав победы во всех девяти проведённых матчах. В полуфинале были побеждены хозяйки первенства волейболистки СССР 3:1, а в финале разгромлен фаворит соревнований, действующий чемпион мира и Олимпиады-1976 сборная Японии со счётом 3:0 (15:6, 15:9, 15:10). Наибольший вклад в успех внесли лидеры команды Мерседес Помарес, Лусилья Урхельес, Нелли Барнет, Анна Диас, Имильсис Тельес, Либертад Гонсалес и другие.
В последующие 10 лет крупных успехов на мировой арене кубинская сборная не добивалась. А вот в соревнованиях на американском континенте волейболистки с Острова Свободы практически не имели себе равных, испытывая в отдельные годы конкуренцию лишь со стороны сборной США. В 1970-е и 1980-е годы кубинки 7 раз становились чемпионками NORCECA и неизменно выходили победителями Панамериканских игр.
1990-е годы в мировом женском волейболе прошли под знаком гегемонии сборной Кубы. За это десятилетие «карибские брюнетки» (закрепившееся за командой прозвище) трижды подряд становились олимпийскими чемпионками (1992, 1996, 2000), дважды выиграли чемпионаты мира (1994 и 1998), четырежды подряд Кубок мира (1989, 1991, 1995 и 1999), а также по-прежнему неизменно доминировали на североамериканском континенте.
Лучшими игроками этой золотой команды были трёхкратные олимпийские чемпионки и двукратные чемпионки мира Мирея Луис, Марленис Коста, Лилия Искьердо, Регла Белл, Регла Торрес, Ана Ибис Фернандес, трёхкратная олимпийская чемпионка и чемпионка мира Идальмис Гато, двукратная олимпийская чемпионка и двукратная чемпионка мира Мирка Франсия, двукратные олимпийские чемпионки и чемпионки мира Магалис Карвахаль, Раиса О’Фаррилл, Юмилка Руис, Таисмари Агуэро, олимпийские чемпионки и чемпионки мира Таня Ортис, Мерседес Кальдерон и Марта Санчес. После победы на Олимпиаде-1996 Эухенио Хорхе Лафита оставил пост главного тренера. В 1997—1999 руководил сборной его многолетний помощник Антонио Пердомо. В 2000 он был назначен тренером мужской сборной Кубы, а наставником женской национальной команды стал Луис Фелипе Кальдерон. Интересно, что пост ассистента главного тренера тогда же занял Хорхе, фактически вновь руководивший игрой сборной на протяжении последующих нескольких лет.
Последним крупным успехом женской национальной команды Кубы было «золото» сиднейской Олимпиады-2000, когда по ходу драматичного финала кубинки проигрывали сборной России 0:2, но сумела вырвать итоговую победу 3:2. После этого сезона в сборной началась смена поколений. Многие выдающиеся волейболистки завершили карьеру, некоторые покинули страну, приняв гражданство других государств. В частности за сборную Италии в 2007—2009 выступала Таисмари Агуэро. Всё это привело к тому, что после 2000 года сборной Кубы до сих пор не удалось выиграть ни одного крупного соревнования мирового уровня. И в североамериканском регионе кубинок в значительной степени потеснили сборные США и Доминиканской Республики, позволив сборной Острова Свободы лишь раз (в 2007) выиграть чемпионат NORCECA. В том же году Куба победила и на Панамериканских играх. Даже то, что на чемпионате мира 2006 года кубинок вновь возглавлял легендарный Эухенио Хорхе, не помогло им подняться выше 7-го итогового места.
С 2007 Хорхе сосредоточился на работе в национальной федерации в качестве её президента, а наставником национальной команды в 2007—2008 вновь был Антонио Пердомо. В 2010 новым главным тренером сборной Кубы назначен Хуан Карлос Гала, перед которым поставлена задача вновь вывести команду на вершины мирового рейтинга.
После ряда неудачных выступлений сборной федерацией волейбола страны с 2013 года взят курс на резкое омоложение состава национальной команды. Из состава исключались игроки, выезжавшие без разрешения национальной федерации для выступлений за иностранные клубы, что повлекло за собой смену спортивного гражданства целым рядом высококлассных волейболисток. Подобные кардинальные меры в обновлении сборной привели к резкому падению её результатов и перемещению в мировом рейтинге в третий десяток стран.
В 2015 году наставником сборной стал Роберто Гарсия Гарсия, в 2004—2007 возглавлявший мужскую сборную Кубы и приведший её в 2005 к бронзовым наградам Мировой Лиги и серебру чемпионата NORCECA. Смена тренера не привела к положительным сдвигам в результатах женской национальной команды. В сезоне-2015 она приняла участие в 6 официальных турнирах, но в число призёров попала лишь однажды. На новом турнире в континентальном календаре — Кубке чемпионов NORCECA, являвшемся квалификацией Кубка мира и прошедшем в июне в столице Кубы Гаване, кубинки стали вторыми из четырёх участвовавших команд, уступив первенство сборной Доминиканской Республики и опередив Пуэрто-Рико и Канаду.
В 2017—2018 главным тренером сборной Кубы являлся Вильфредо Робинсон Пупо, по совместительству работавший наставником молодёжной сборной страны. В преддверии чемпионата мира 2018 тренерский штаб сборной изменился. Главным тренером назначен Томас Фернандес Артеага, а его помощницей — легендарная Регла Торрес. Всё это кубинским волейболисткам не помогло и, проиграв все 5 матчей 1-го группового этапа, сборная Кубы, составленная уже по традиции только из игроков национального чемпионата страны, выбыла из борьбы за высокие места на самой ранней стадии соревнований.
Стиль игры сборной Кубы традиционно базируется на физических данных и высоком уровне атлетической подготовки волейболисток. Мощные нападение и блок, результативная подача всегда были козырем национальной команды. Комплектование стартового состава долгое время строилось по принципу 4:2 — четыре нападающих (два центральных и два доигровщика) и двое связующих.

## Результаты выступлений и составы

### Олимпийские игры
| - 1964 — не участвовала - 1968 — не участвовала - 1972 — 6-е место - 1976 — 5-е место - 1980 — 5-е место - 1984 — отказ от участия - 1988 — отказ от участия - 1992 — 1-е место | - 1996 — 1-е место - 2000 — 1-е место - 2004 — 3-е место - 2008 — 4-е место - 2012 — не квалифицировалась - 2016 — не участвовала - 2020 — не участвовала - 2024 — не участвовала |

- 1972: Нелли Барнет Уилсон, Эвелина Боррото Доннер, Клаудина Вильяуррутия Гарсия, Мавис Гиларте Фернандес, Ана Диас Мартинес, Маргарита Майета Йерресурио, Мерседес Перес Эрнандес, Мерседес Помарес Примельес, Мерседес Рока Ариас, Нурис Себей Деронсело, Кларица Эррера Мичелена, Мириам Эррера Леон. Тренер — Эухенио Хорхе Лафита.
- 1976: Нелли Барнет Уилсон, Ана Мария Гарсия Креспо, Эвелина Боррото Доннер, Клаудина Вильяуррутия Гарсия, Ана Диас Мартинес, Мерседес Перес Эрнандес, Мерседес Помарес Примельес, Мерседес Рока Ариас, Мелания Тартабуль Карраско, Имилсис Тельес Туреада, Лусилья Урхельес Савон, Мириам Эррера Леон. Тренер — Эухенио Хорхе Лафита.
- 1980: Маура Альфонсо, Нелли Барнет Уилсон, Ана Мария Гарсия Креспо, Мавис Гиларте Фернандес, Ана Диас Мартинес, Эрения Диас Санчес, Жозефина Капоте, Мерседес Перес Эрнандес, Мерседес Помарес Примельес, Имилсис Тельес Туреада, Лусилья Урхельес Савон. Тренер — Эухенио Хорхе Лафита.
- 1992: Регла Белл Маккензи, Идальмис Гато Мойя, Лилия Искьердо Агирре, Мерседес Кальдерон Мартинес, Магалис Карвахаль Ривера, Марленис Коста Бланко, Норка Латамблет Додино, Мирея Луис Эрнандес, Таня Ортис Кальво, Регла Торрес Эррера, Раиса О’Фаррилл Боланьос, Ана Ибис Фернандес Валье. Тренер — Эухенио Хорхе Лафита.
- 1996: Таисмари Агуэро Лейва, Регла Белл Маккензи, Идальмис Гато Мойя, Лилия Искьердо Агирре, Магалис Карвахаль Ривера, Марленис Коста Бланко, Мирея Луис Эрнандес, Юмилка Руис Луасес, Регла Торрес Эррера, Раиса О’Фаррилл Боланьос, Ана Ибис Фернандес Валье, Мирка Франсия Васконселос. Тренер — Эухенио Хорхе Лафита.
- 2000: Таисмари Агуэро Лейва, Сойла Баррос Фернандес, Регла Белл Маккензи, Идальмис Гато Мойя, Лилия Искьердо Агирре, Марленис Коста Бланко, Мирея Луис Эрнандес, Юмилка Руис Луасес, Марта Санчес Сальфран, Регла Торрес Эррера, Ана Ибис Фернандес Валье, Мирка Франсия Васконселос. Тренер — Луис Фелипе Кальдерон Блет.
- 2004: Сойла Баррос Фернандес, Росир Кальдерон Диас, Нэнси Каррильо де ла Пас, Майбелис Мартинес Альдум, Лиана Меса Луасес, Анниара Муньос Каррасана, Яйма Ортис Чарро, Дайми Рамирес Эчеваррия, Юмилка Руис Луасес, Марта Санчес Сальфран, Дульче Тельес Паласио, Ана Ибис Фернандес Валье. Тренер — Луис Фелипе Кальдерон Блет.
- 2008: Сойла Баррос Фернандес, Росир Кальдерон Диас, Кения Каркасес Опон, Нэнси Каррильо де ла Пас, Лиана Меса Луасес, Яйма Ортис Чарро, Юмилка Руис Луасес, Дайми Рамирес Эчеваррия, Янелис Сантос Альегне, Рачель Санчес Перес, Юсидей Силье Фромета, Юслейнис Эррера Альварес. Тренер — Антонио Пердомо Эстрелья.

### Чемпионаты мира
В чемпионатах мира 1952—1967 сборная Кубы участия не принимала.
| - 1970 — 8-е место - 1974 — 7-е место - 1978 — 1-е место - 1982 — 5-е место - 1986 — 2-е место - 1990 — 4-е место - 1994 — 1-е место - 1998 — 1-е место | - 2002 — 5-е место - 2006 — 7-е место - 2010 — 12-е место - 2014 — 21—24-е место - 2018 — 21—24-е место - 2022 — не квалифицировалась - 2025 — |

- 1978: Нелли Барнет, Ана Диас Мартинес, Эрения Диас Санчес, Ана Мария Гарсия Креспо, Мавис Гиларте Фернандес, Либертад Гонсалес, Сирения Мартинес, Мерседес Перес Эрнандес, Мерседес Помарес Примельес, Имилсис Тельес Туреада, Лусилья Урхельес Савон. Тренер — Эухенио Хорхе Лафита.
- 1986: Таня Ортис Кальво, Мирея Луис Эрнандес, Инесма Молинет, Нэнси Гонсалес, Мария Тереса Сантамария, Ана Мария Уррутиньер, Жозефина Капоте, Ласара Гонсалес, Жозефина О’Фаррилл, Норка Латамблет Додино, Ана Гарсия, Магалис Карвахаль Ривера. Тренер — Эухенио Хорхе Лафита.
- 1994: Регла Белл Маккензи, Идальмис Гато Мойя, Лилия Искьердо Агирре, Мерседес Кальдерон Мартинес, Магалис Карвахаль Ривера, Марленис Коста Бланко, Мирея Луис Эрнандес, Раиса О’Фаррилл Боланьос, Таня Ортис Кальво, Регла Торрес Эррера, Ана Ибис Фернандес Валье, Мирка Франсия Васконселос. Тренер — Эухенио Хорхе Лафита.
- 1998: Таисмари Агуэро Лейва, Регла Белл Маккензи, Лилия Искьердо Агирре, Марленис Коста Бланко, Мирея Луис Эрнандес, Лиана Меса Луасес, Индира Местре Баро, Юмилка Руис Луасес, Марта Санчес Сальфран, Регла Торрес Эррера, Ана Ибис Фернандес Валье, Мирка Франсия Васконселос. Тренер — Антонио Пердомо Эстрелья.
- 2002: Сойла Баррос Фернандес, Росир Кальдерон Диас, Нэнси Каррильо де ла Пас, Лиана Меса Луасес, Индира Местре Баро, Анниара Муньос Коррасана, Йослан Муньос, Яйма Ортис Чарро, Юмилка Руис Луасес, Янелис Сантос Альегне, Марта Санчес Сальфран, Регла Торрес Эррера. Тренер — Луис Фелипе Кальдерон Блет.
- 2006: Лисбет Арредондо Рейес, Сойла Баррос Фернандес, Йенисей Гонсалес Диас, Росир Кальдерон Диас, Кения Каркасес Опон, Нэнси Каррильо де ла Пас, Лиана Меса Луасес, Яйма Ортис Чарро, Дайми Рамирес Эчеваррия, Юмилка Руис Луасес, Янелис Сантос Альегне, Рачель Санчес Перес. Тренер — Эухенио Хорхе Лафита.
- 2010: Лисбет Арредондо Рейес, Кения Каркасес Опон, Леанни Кастаньеда Симон, Ана Лидия Клехер Абель, Даймара Лескай Кахигаль, Йоана Паласиос Мендоса, Вильма Салас Росель, Янелис Сантос Альегне, Рачель Санчес Перес, Жизель Сильва Франко, Юсидей Силье Фромета, Росанна Хьель Рамос. Тренер — Хуан Карлос Гала Родригес.
- 2014: Регла Грасия Гонсалес, Алена Рохас Орта, Мелисса Варгас Абреу, Ямила Эрнандес Сантас, Даймара Лескай Кахигаль, Эмили Боррель Крус, Гретель Морено Борреро, Дайрилис Крус Перес, Даями Санчес Савон, Хейди Касанова Альварес, Сулиан Матенсо Линарес, Дженнифер Альварес Эрнандес. Тренер — Хуан Карлос Гала Родригес.
- 2018: Клаудия Эрнандес Агила, Лианни Тамайо Кантон, Эвилания Мартинес Луис, Диарис Перес Рамос, Гретель Морено Борреро, Айлама Сесе Монтальво, Джессика Агилера Карвахаль, Китания Медина Торрес, Лаура Суарес Эрнандес, Эгли Сабин Терри, Дайма дель Рио Преваль, Иви Вила Уиттинхэм. Тренер — Томас Фернандес Артеага.

### Кубок мира
| - 1973 — не участвовала - 1977 — 2-е место - 1981 — 6-е место - 1985 — 2-е место - 1989 — 1-е место - 1991 — 1-е место - 1995 — 1-е место | - 1995 — 1-е место - 1999 — 1-е место - 2003 — 6-е место - 2007 — 4-е место - 2011 — не квалифицировалась - 2015 — 9-е место - 2019 — не участвовала |

- 1989: Регла Белл Маккензи, Лилия Искьердо Агирре, Мерседес Кальдерон Мартинес, Магалис Карвахаль Ривера, Норка Латамблет Додино, Мирея Луис Эрнандес, Жозефина О’Фаррилл Баланос, Таня Ортис Кальво, Дульче Тельес Паласиос. Тренер — Эухенио Хорхе Лафита.
- 1991: Регла Белл Маккензи, Лилия Искьердо Агирре, Мерседес Кальдерон Мартинес, Магалис Карвахаль Ривера, Норка Латамблет Додино, Мирея Луис Эрнандес, Таня Ортис Кальво, Регла Торрес Эррера, Марленис Коста Бланко, Идальмис Гато Мойя, Соня Рескайль, Инес Сааведра. Тренер — Эухенио Хорхе Лафита.
- 1995: Таисмари Агуэро Лейва, Регла Белл Маккензи, Идальмис Гато Мойя, Лилия Искьердо Агирре, Магалис Карвахаль Ривера, Марленис Коста Бланко, Мирея Луис Эрнандес, Раиса О’Фаррилл Боланьос, Марта Санчес Сальфран, Регла Торрес Эррера, Ана Ибис Фернандес Валье, Мирка Франсия Васконселос. Тренер — Эухенио Хорхе Лафита.
- 1999: Таисмари Агуэро Лейва, Асурима Альварес, Регла Белл Маккензи, Лилия Искьердо Агирре, Марленис Коста Бланко, Эния Мартинес Мендес, Лиана Меса Луасес, Йоселин Роке Паласиос, Юмилка Руис Луасес, Марта Санчес Сальфран, Ана Ибис Фернандес Валье, Мирка Франсия Васконселос. Тренер — Антонио Пердомо Эстрелья.

### Всемирный Кубок чемпионов
В розыгрыши 2001—2017 сборная Кубы не квалифицировалась.
- 1993 —  1-е место
- 1997 —  2-е место

### Гран-при
| - 1993 — 1-е место - 1994 — 2-е место - 1995 — 3-е место - 1996 — 2-е место - 1997 — 2-е место - 1998 — 3-е место - 1999 — 5-е место - 2000 — 1-е место - 2001 — 4-е место - 2002 — 7-е место - 2003 — 11-12-е место - 2004 — 4-е место - 2005 — 4-е место | - 2006 — 4-е место - 2007 — 7-е место - 2008 — 2-е место - 2009 — не квалифицировалась - 2010 — не участвовала - 2011 — 11-е место - 2012 — 6-е место - 2013 — 19-е место - 2014 — 20-е место (8-е во 2-м дивизионе) - 2015 — 25-е место (5-е в 3-м дивизионе) - 2016 — 25-е место (5-е в 3-м дивизионе) - 2017 — отказ от участия |

- 2000: Таисмари Агуро Лейва, Сойла Баррос Фернандес, Регла Белл Маккензи, Марленис Коста Бланко, Мирея Луис Эрнандес, Индира Местре Баро, Раиса О’Фаррилл Боланьос, Юмилка Руис Луасес, Марта Санчес Сальфран, Регла Торрес Эррера, Ана Ибис Фернандес Валье, Мирка Франсия Васконселос. Тренер — Луис Фелипе Кальдерон Блет.
- 2008: Сойла Баррос Фернандес, Росир Кальдерон Диас, Кения Каркасес Опон, Нэнси Каррильо де ла Пас, Лиана Меса Луасес, Яйма Ортис Чарро, Дайми Рамирес Эчеваррия, Юмилка Руис Луасес, Янелис Сантос Алленье, Рачел Санчес Перес, Юсидей Силье Фромета, Юслейнис Эррера Альварес. Тренер — Антонио Пердомо Эстрелья.

### Кубок претендентов ФИВБ
- 2018 — не квалифицировалась
- 2019 — не участвовала
- 2023 — не квалифицировалась

### Чемпионат NORCECA по волейболу
| - 1969 — 2-е место - 1971 — 2-е место - 1973 — 1-е место - 1975 — 1-е место - 1977 — 1-е место - 1979 — 1-е место - 1981 — 2-е место - 1983 — 2-е место - 1985 — 1-е место - 1987 — 1-е место - 1989 — 1-е место - 1991 — 1-е место - 1993 — 1-е место - 1995 — 1-е место | - 1997 — 1-е место - 1999 — 1-е место - 2001 — 2-е место - 2003 — 2-е место - 2005 — 2-е место - 2007 — 1-е место - 2009 — 3-е место - 2011 — 3-е место - 2013 — 7-е место - 2015 — 5-е место - 2019 — 6-е место - 2021 — не участвовала - 2023 — 4-е место |

- 2007: Сойла Баррос Фернандес, Йенисей Гонсалес Диас, Росир Кальдерон Диас, Кения Каркасес Опон, Нэнси Каррильо де ла Пас, Яйма Ортис Чарро, Дайми Рамирес Эчеваррия, Юмилка Руис Луасес, Янелис Сантос Альегне, Жизель Сильва Франко, Юсидей Силье Фромета, Юслейдис Эррера Альварес. Тренер — Антонио Пердомо Эстрелья.

### Панамериканские игры
| - 1955 — не участвовала - 1959 — не участвовала - 1963 — не участвовала - 1967 — 3-е место - 1971 — 1-е место - 1975 — 1-е место - 1979 — 1-е место - 1983 — 1-е место - 1983 — 1-е место - 1987 — 1-е место | - 1991 — 1-е место - 1995 — 1-е место - 1999 — 2-е место - 2003 — 2-е место - 2007 — 1-е место - 2011 — 2-е место - 2015 — 5-е место - 2019 — не участвовала - 2023 — 8-е место |

- 2007: Сойла Баррос Фернандес, Йенисей Гонсалес Диас, Росир Кальдерон Диас, Кения Каркасес Опон, Нэнси Каррильо де ла Пас, Лиана Меса Луасес, Яйма Ортис Чарро, Дайми Рамирес Эчеваррия, Юмилка Руис Луасес, Янелис Сантос Альегне, Жизель Сильва Франко, Юсидей Силье Фромета, Юслейдис Эррера Альварес. Тренер — Антонио Пердомо Эстрелья.

### Панамериканский Кубок
| - 2002 — 1-е место - 2003 — 3-е место - 2004 — 1-е место - 2005 — 1-е место - 2006 — 2-е место - 2007 — 1-е место - 2008 — 11-е место - 2009 — не участвовала - 2010 — 4-е место - 2011 — 4-е место - 2012 — 3-е место | - 2013 — 6-е место - 2014 — 5-е место - 2015 — 4-е место - 2016 — 4-е место - 2017 — 5-е место - 2018 — 7-е место - 2019 — 8-е место - 2021 — 5-е место - 2022 — 5-е место - 2023 — отказ от участия - 2024 — 9-е место |

### Кубок «Финал четырёх» по волейболу
- 2008 — 4-е место

В розыгрыши 2009—2011 сборная не квалифицировалась.

### Кубок чемпионов NORCECA
- 2015 —  2-е место
- 2019 — не участвовала

### Лига NORCECA
- 2022 —  2-е место

### Кубок «Финал шести» NORCECA
- 2021 — 5-е место
- 2022 — 4-е место
- 2023 —  3-е место
- 2024 — 6-е место

### «Финал четырёх» NORCECA
- 2024 —  3-е место

### Центральноамериканские и Карибские игры
- 1-е место — 1966, 1974, 1978, 1982, 1986, 1990, 1993, 1998
- 2-е место — 1970, 2006
- 3-е место — 2014, 2023
- 4-е место — 1962
- 7-е место — 2018
- 1938, 1946, 1959, 2002, 2010 — не участвовала

### Другие турниры
Сборная Кубы дважды становилась победителем международного турнира Супер-Топ-4(1992, 1994), проводимого ФИВБ для сильнейших женских сборных мира. Кроме этого, сборная Кубы побеждала на волейбольных турнирах «Дружба-84», «Воллей мастерс» в Монтрё (1988, 1989, 1992, 1993, 1996, 1998, 1999, 2001, 2008).

## Состав
Сборная Кубы в соревнованиях 2024 года («Финал четырёх» NORCECA, Кубок «Финал шести» NORCECA, Панамериканский Кубок).
| №  | Имя, фамилия                     | Год рождения | Рост | Амплуа      | Клуб                                 |
| -- | -------------------------------- | ------------ | ---- | ----------- | ------------------------------------ |
| 2  | Дезиретт Мадан Росалес           | 2002         | 183  | нападающая  | «ПТТ Спор» Анкара                    |
| 4  | Льянет Гарсия Англада            | 2004         | 186  | центральная | «Гран-Канария» Лас-Пальмас           |
| 5  | Даяна Мартинес Эрнандес          | 2002         | 190  | центральная | «Спортинг» Брага                     |
| 6  | Ялайн Регла де ла Пенья Гонсалес | 2003         | 180  | центральная | «Уралочка-НТМК» Свердловская область |
| 7  | Одайлис Лельебре Пальма          | 2001         | 175  | связующая   | «Сьенфуэгос»                         |
| 8  | Янислейдис Санчес Винент         | 1996         | 177  | либеро      | «Хошимин»                            |
| 9  | Бренда Нольд Феррер              | 2005         | 178  | связующая   | «Теута» Дуррес                       |
| 10 | Алехандра Гомес Чакон            | 2005         | 183  | нападающая  | «Арджеш» Питешти                     |
| 11 | Гретель Морено Борреро           | 1998         | 183  | связующая   | «Вандёвр-Нанси» Нанси                |
| 12 | Ямилена Руис Пис                 | 2003         | 180  | либеро      | «Арджеш» Питешти                     |
| 15 | Джессика Агилера Карвахаль       | 1999         | 184  | центральная | «Арис» Салоники                      |
| 17 | Эвилания Мартинес Луис           | 2000         | 184  | нападающая  | «Атом-Курск» Курск                   |
| 19 | Лаура Суарес Эрнандес            | 1998         | 185  | центральная | «Гран-Канария» Лас-Пальмас           |
| 20 | Грейси Фине Мартинес             | 1999         | 183  | нападающая  | «Уйпешти ТЕ» Будапешт                |
| 21 | Уитни Джеймс Марин               | 2005         | 175  | нападающая  | «Уйпешти ТЕ» Будапешт                |
| 24 | Талия Морено Рейес               | 2002         | 189  | связующая   | «Пинероло»                           |
| 25 | Иви Вила Уиттингем               | 2001         | 181  | нападающая  | «Муров» Баку                         |

- Главный тренер — Лейвис Гарсия Леон.
- Тренеры — Хосе Антонио Чамисо Риверо.

## Фотогалерея
- Женская сборная Кубы — олимпийский чемпион 2000
- Женская сборная Кубы — чемпион мира 1998
- Женская сборная Кубы — обладатель Кубка мира 1995
- Регла Бель Маккензи
- Регла Торрес Эррера